# شهيد قرباني
شهيد قرباني (بالفارسية: شهید قربانی) هي مستوطنة تقع في Fajr Rural District في إيران. يقدر عدد سكانها بـ 79 نسمة .